# هاشيميسين
هاشيميسن ويعرف أيضا ب تريكوميسين، وهو مضاد حيوي من زمرة الماكروليدات(ماكروليد بوليني). وهو مضاد فطري قاتل للفطور مشتق من البكتريا المتسلسلة.